# فيرال إنتراكتيف
فيرال إنتراكتيف (بالإنجليزية: Feral Interactive)‏ ، هي شركة بريطانية لصناعة وتطوير ألعاب الفيديو، يقع مقرها في العاصمة البريطانية لندن، وتمكنت من صناعة وتلقي الدعم من شركات كبيرة كشركة سيجا وسكوير إينكس اليابانيتين وشركة وارنر برذرز انتراكتيف الأمريكية وغيره.